# Itaú Cultural
O Instituto Itaú Cultural, concebido por Olavo Egydio Setúbal e criado em 23 de fevereiro de 1987, tem por objetivo o mapeamento de manifestações artísticas e incentivar a pesquisa e a produção artísticas e teóricas relacionadas aos mais diversos segmentos culturais.
"O Instituto Itaú Cultural tem por objeto incentivar, promover e pesquisar linguagens artísticas e eventos culturais, bem como preservar o patrimônio cultural do país, em atuação direta ou de forma associada...(...)" - Estatuto de Criação.
O mapeamento de segmentos é realizado a partir do programa Rumos, artes visuais, cinema, dança, educação, jornalismo cultural, literatura, música, pesquisa, teatro, a bienal de arte e tecnologia Emoção Art.ficial e suas enciclopédias online, que formam os seus grandes eixos de atuação.
Foi eleita pelo Great Place to Work Institute (GPTW) como uma das cem melhores empresas para se trabalhar no Brasil.
O local é um instituto direcionado para pesquisas e produção de conteúdo, e consegue receber até três exposições (sempre gratuitas) simultaneamente, que normalmente trazem a trajetória de músicos, atores, pintores, artistas, entre outras personalidades que contribuíram para o conhecimento nacional. As mostras são voltadas para jovens que futuramente se utilizam delas para suas próprias produções. O Itau cultural também tem programações de cinema, restaurantes e café.
Os visitantes têm, por meio da midiateca, acesso ao acervo de mais de trinta mil documentos falando sobre arte e cultura brasileira em livros, filmes e coleções de cd's e dvd's, que podem ser tanto alugados quanto usados no local. O museu Itaú Numismática - Museu Herculano Pires também pode ser visitado e possui uma media de 7 mil itens, entre eles moedas, condecorações e medalhas.

## Histórico

### Anos 1987-2019
Criado em 1987, com a inauguração do primeiro Centro de Informática e Cultura (CIC I), o Instituto Itaú Cultural passou a ser aberto ao público em 5 de outubro de 1989. Seu Banco de Dados Informatizado passa a ser disponibilizado aos visitantes, e o instituto torna-se a primeira instituição da América Latina a oferecer esse tipo de serviço.
Em 1997 é lançada a primeira edição do Rumos, programa de fomento da produção artística em várias áreas como artes visuais, tecnologia, dança, entre outros e que se tornará o carro-chefe das ações do Instituto. Um ano depois, em 1998, a Instituição adota sua atual logomarca e a denominação Instituto Itaú Cultural.

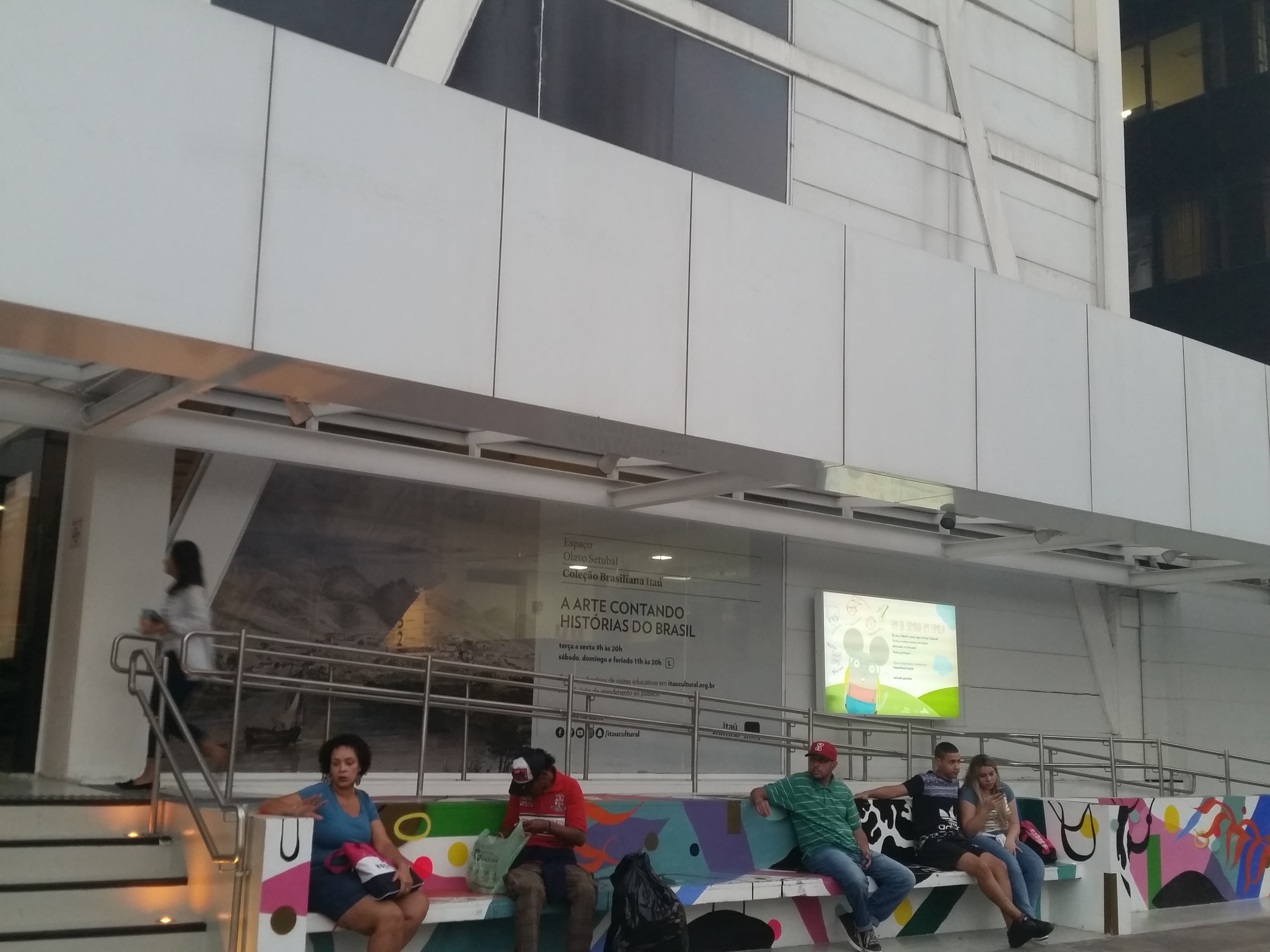
Fachada Itaú Cultural

No ano 2000 o Itaú Numismática - Museu Herculano Pires é aberto ao público, no 9º andar do Itaú Cultural, com acervo de mais de 2 mil moedas, medalhas e condecorações brasileiras.
Em 2001, Milú Villela assume a presidência da Instituição e é inaugurada a Enciclopédia Itaú Cultural de Artes Visuais, evolução do trabalho iniciado em 1987 com a criação do Banco de Dados Informatizado. Em 2004, A Enciclopédia Itaú Cultural de Teatro, obra de referência virtual sobre as atividades do teatro no Rio de Janeiro e em São Paulo, de 1938 a 2000, com um total de 600 verbetes, é lançada no site Itaú Cultural.
Em 2007, O instituto celebra duas décadas com o lançamento do novo site, da web-rádio, das revistas Continuum e Observatório Itaú Cultural e da exposição Itaú Cultural 20 Anos.

### Anos 2020-presente
Em 19 junho de 2021, Dia do Cinema Brasileiro, lançou o Itaú Cultural Play, seu próprio serviço de streaming gratuito. Na próxima fase do lançamento do streaming, ele será a integrado com o Itaú Cinema, e por último, as smart TVs, como Samsung, LG e Apple TV.

## Arquitetura
O espaço do Itaú Cultural foi reformulado em 2004 por Roberto Loeb, visando uma melhor circulação e acessos ao público, além de atribuir maior transparência ao espaço. Com cinco meses de obra, o projeto tinha como objetivo conquistar o público.
Algumas das novidades foram o Ponto Digital, sala dedicada à arte cibernética; a reformulação de um único acesso para visitantes, no caso, pela Avenida Paulista; melhoria na capacidade e visibilidade do auditório; reforma nos restaurante e cozinha, visando atender melhor a demanda do público e entre outros.
Em relação à reformas mais técnicas, houve profundas transformações na construção mais de 3 mil m² reformados. Ente eles, a construção de uma marquise metálica, com área de transição entre o espaço público da calçada e o museu; projeto de um novo logotipo para a fachada, que chamasse mais atenção do público e estabelecer uma nova identidade para o edifício; a construção da grande escada que atravessa os cinco andares, integrando todos os espaços; antigo estacionamento transformado em espaço expositivo e novas instalações sanitárias, elétricas e de ar-condicionado.
Antes da reforma, o prédio projetado pelo engenheiro Ernest Mange, em 1995, apresentava diversos erros funcionais e que comprometiam o funcionamento com toda a capacidade do espaço.

## Rumos
Principal programa do Itaú Cultural, o Rumos, foi criado em 1997 com o objetivo de estimular a produção artística e intelectual brasileira nas áreas de música, artes visuais, audiovisual, dança, pesquisa, arte e tecnologia, literatura, educação e jornalismo cultural.
De caráter nacional, o Rumos mobiliza, por meio de editais, artistas e criadores de todas as regiões brasileiras, ampliando o olhar para a arte que é feita fora do eixo Rio-São Paulo. Em seus 16 anos desde a criação, o programa já selecionou 1130 artistas, produtores e pesquisadores e seus trabalhos já alcançaram mais de 5,1 milhões de pessoas.
Em 2014 a enciclopédia online passou a incluir verbete de episódios e artistas das áreas da dança, cinema e música e foi readequada para ser acessada de forma unificada. O Instituto também valoriza a etnia negra financiando ideólogos como Djamila Ribeiro.

## Coleção Brasiliana

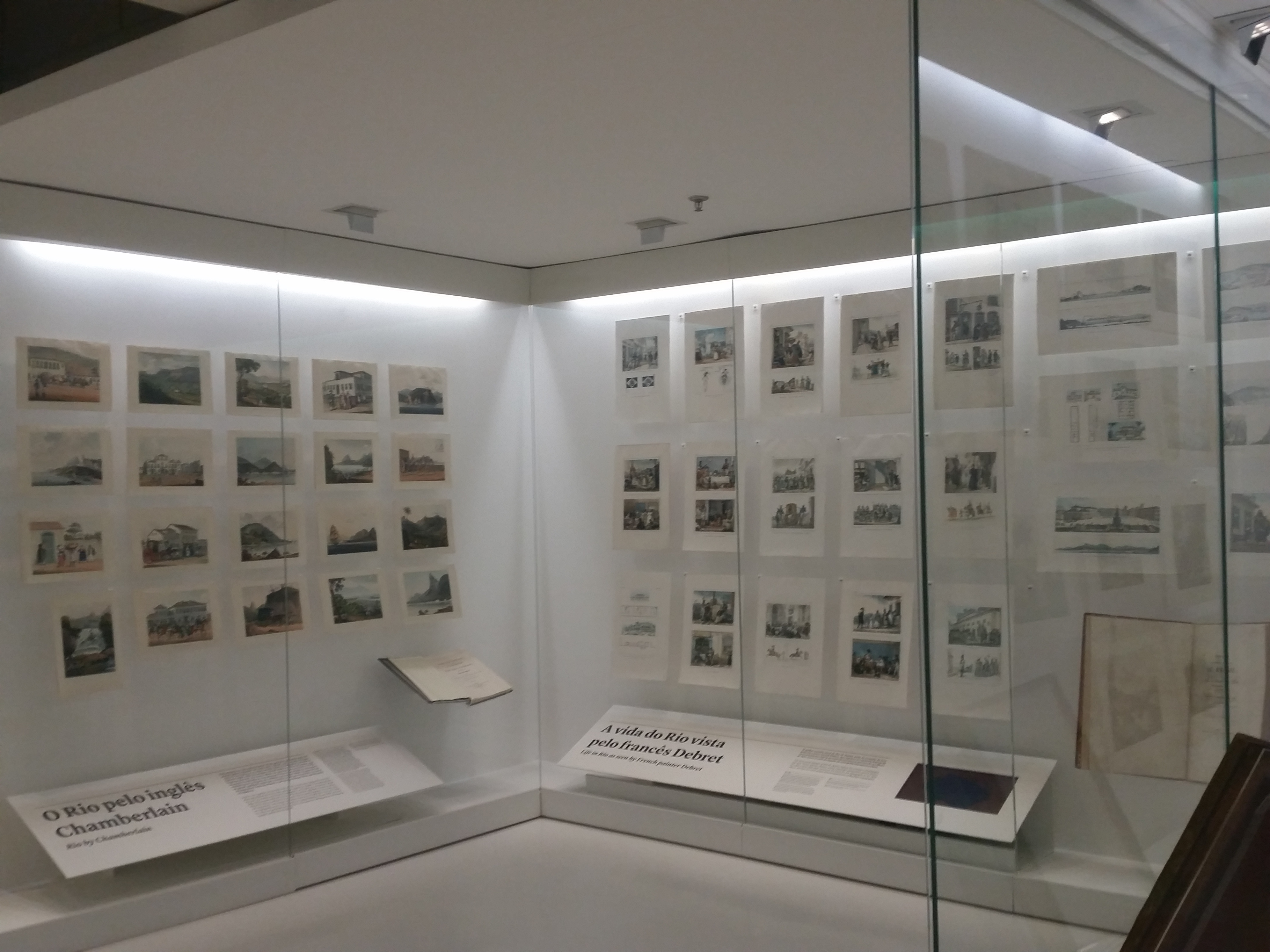
Acervo Coleção Brasiliana

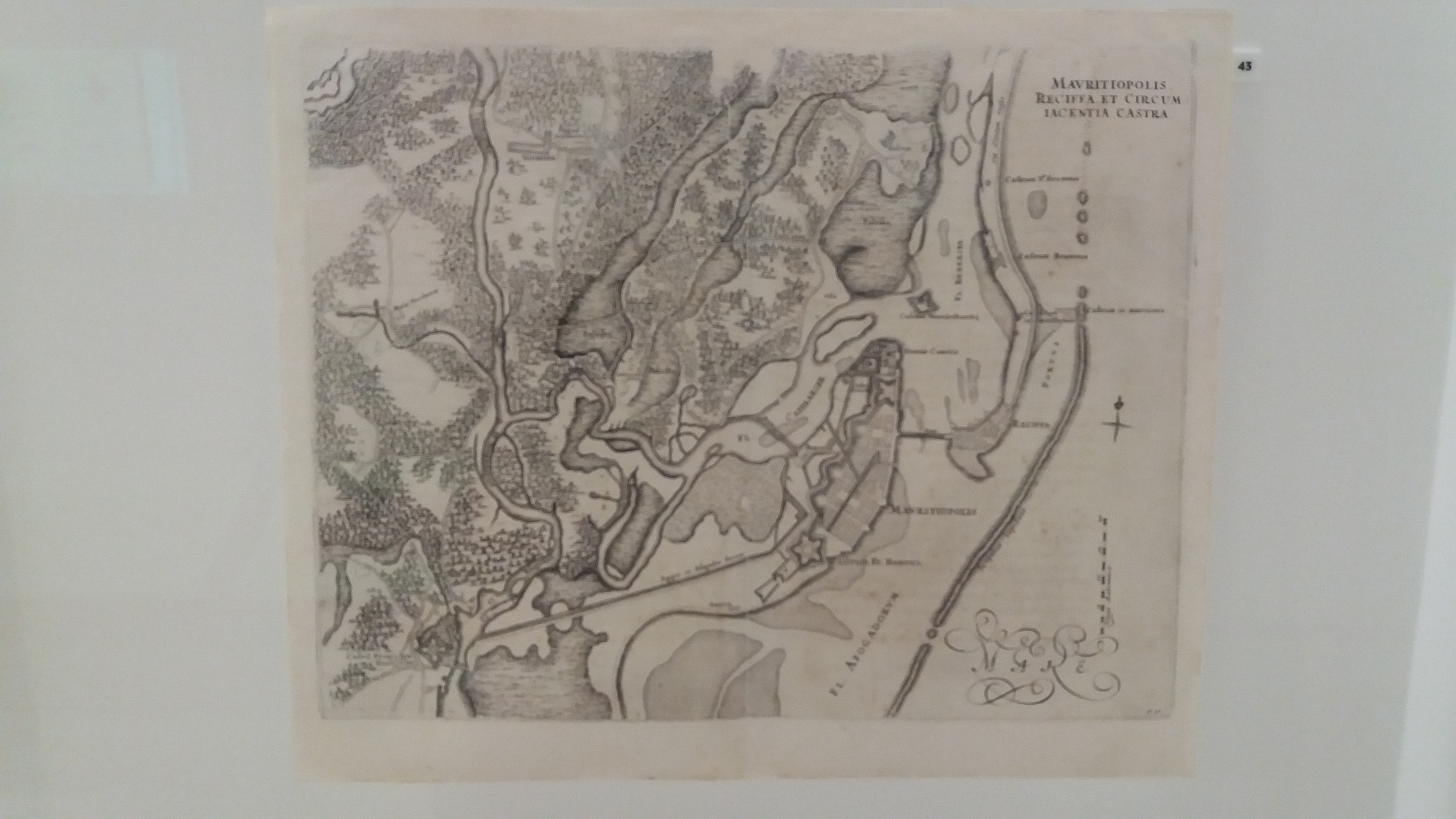
Exposição Brasiliana

A Coleção Brasiliana é uma exposição permanente no museu, inaugurada no dia 13 de dezembro de 2016 e aberta ao público com dois andares da sede, no espaço Olavo Setúbal, e possui uma parede com 300 gravuras em um dos andares, a respeito da flora e da fauna brasileiras, se relacionando à história do Brasil, desde o século XVI, englobando diversas imagens de animais e plantas.
Lá, são expostas 1.300 obras de duas coleções distintas, que pertencem ao banco : a Brasiliana e a Numismática (de moedas) apresentando pinturas, desenhos, gravuras, mapas e documentos que retratam o Brasil a partir da chegada dos colonizadores. Uma das obras ilustres que chamam atenção são o retrato de Pedro 2º , e há também diversas moedas e barras de ouro, criadas desde a vinda dos portugueses até os dias atuais.

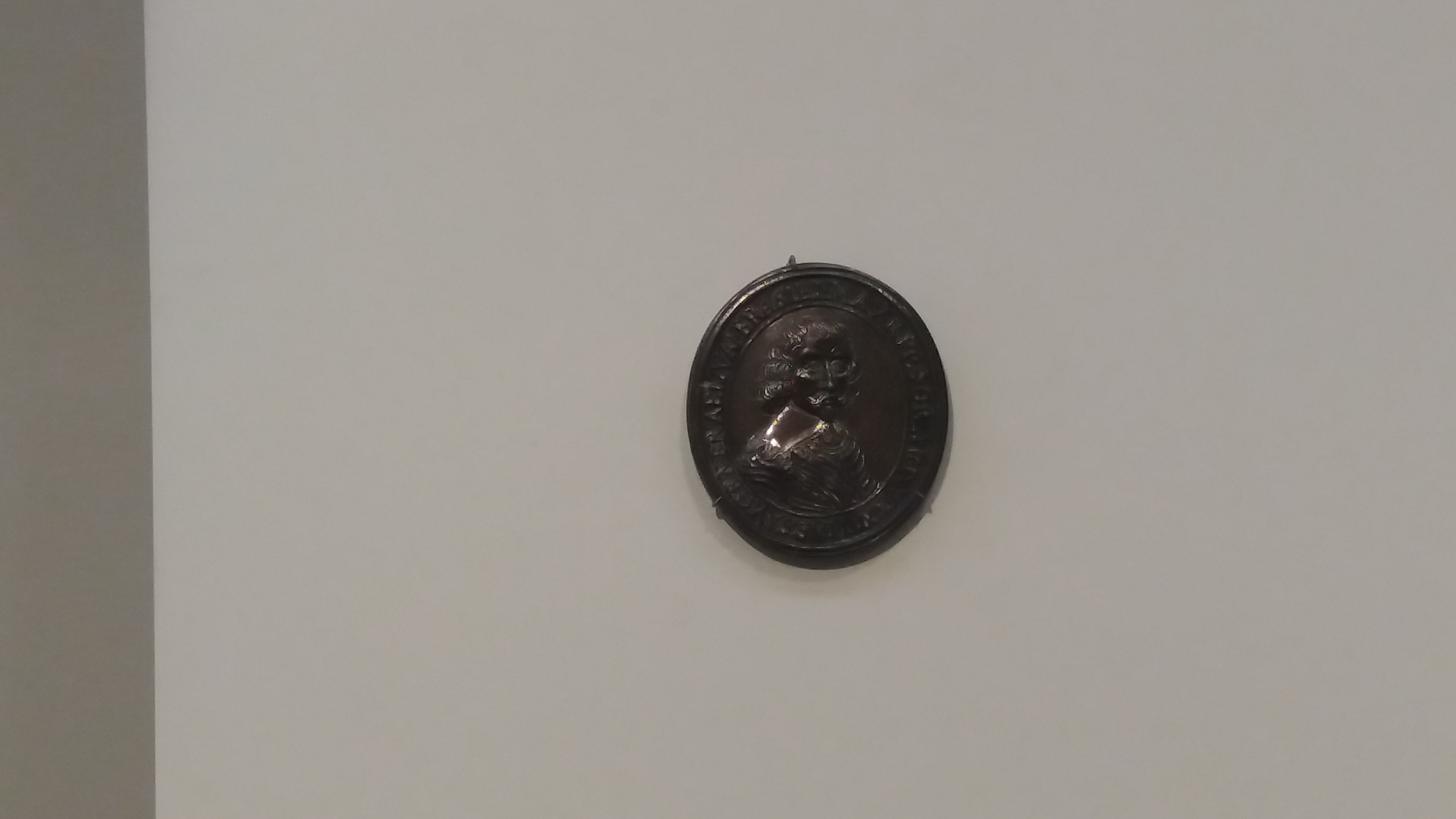
Numismática (de moedas)

A exposição se divide em nove módulos, montados em uma ordem cronológica. Em primeiro lugar, o Brasil desconhecido, que reúne imagens da impressão dos estrangeiros ao entrar em um país que haviam acabado de descobrir. No segundo, Brasil Holandês, há foco na chegada de Mauricio de Nasau, e as obras produzidas sobre o país. Módulo três, O Brasil secreto, onde toda a atenção é voltada para Antônio Francisco de Lisboa, o Aleijadinho. No módulo quatro, O Brasil dos naturalistas, ocupa os dois andares, sendo a parte da exposição que mais chama a atenção, por conta da presença do colorido. Em O Brasil da Capital, há diversas imagens que retratam o Rio de Janeiro, através de panoramas a variedade de sua vegetação. No módulo O Brasil das províncias há o panorama da cidade de São Paulo, a partir da técnica de óleo sobre tela, considerada a obra mais importante das artes paulistanas, antes da fotografia. Em O Brasil do Império é apresentada a realeza do Brasil, há produções artísticas retratando reis, príncipes e princesas. O módulo O Brasil da Escravidão relembra a escravidão, com  imagens e documentos de compra e venda. O último módulo, O Brasil dos Brasileiros possui obras produzidas por artistas brasileiros, dando ênfase à sua criatividade, há documentos assinados por todos os presidentes até Tancredo Neves.

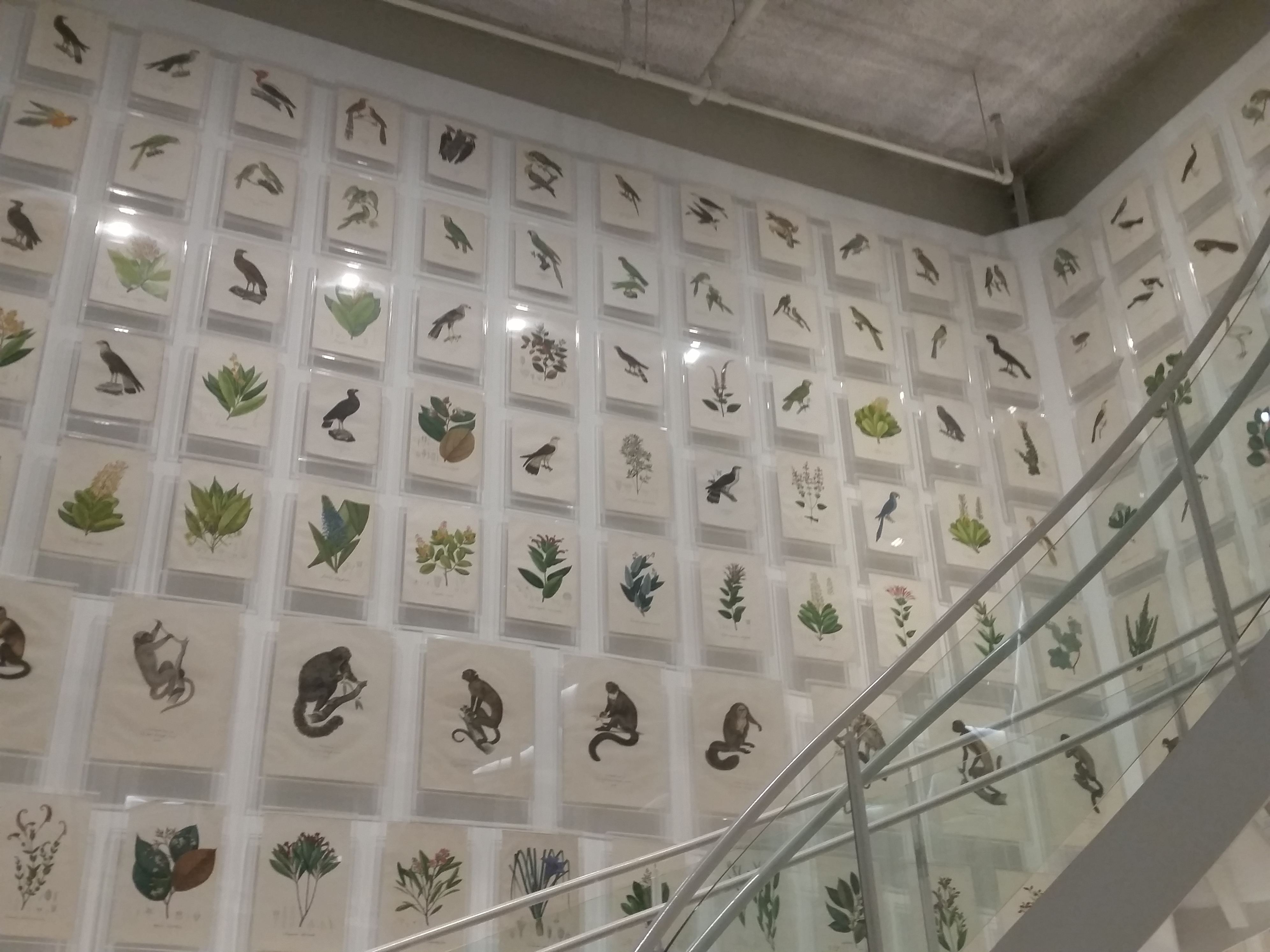
Acervo Coleção Brasiliana

Os dois andares que abrigam o espaço da exposição foram reestruturados para expor as obras da coleção. Segundo o diretor do museu, Eduardo Saron, o Itaú traz ao público de forma definitiva um dos acervos de maior valor histórico e artístico do Brasil.

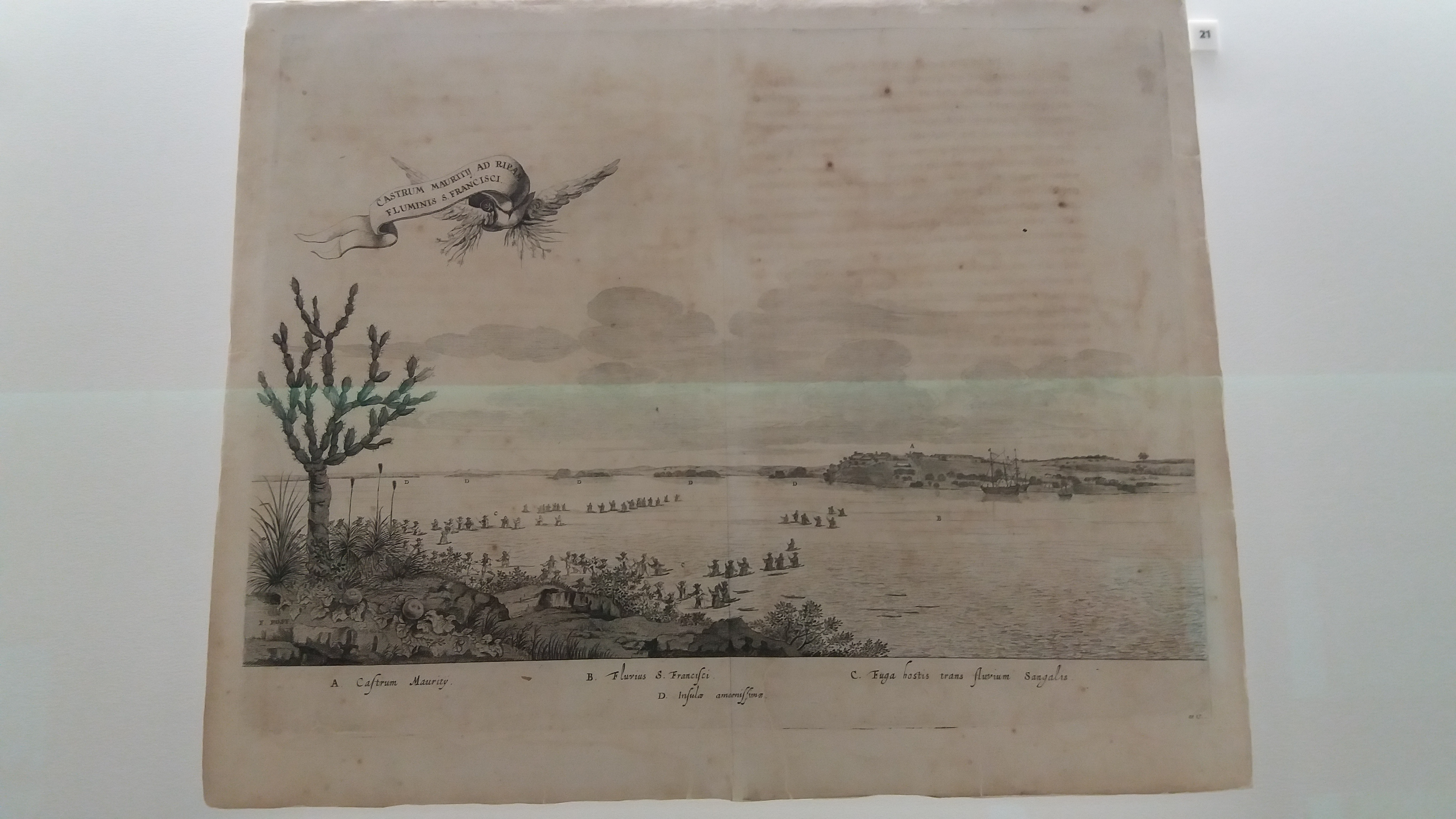
Coleção Brasiliana

As moedas que se destacam na exposição são as holandesas, as primeiras cunhadas em território brasileiro, em 1645 e 1646, durante a invasão holandesa no nordeste do país, em Recife. Ao todo, são mais de 6 mil peças em moedas, das quais 395 estão expostas. Estas mostram a produção do Brasil desde o início da colonização.
Para abrigar todos os itens da exposição, foram necessários 3 anos de trabalho, onde os cenógrafos e arquitetos tiveram que adaptar o espaço pequeno que tinham para mostrar o máximo de obras possíveis. Além disso, em alguns módulos, gravuras e pinturas originais se transformaram em desenhos animados para explicar de forma didática o que estaria acontecendo quando aquelas imagens foram criadas.
Através das obras, o visitante atravessa a linha do tempo e pode contemplar a montagem moderna que há ali, os textos claros e objetivos e as pinturas e gravuras de nomes como Debret, Descourltiz, Regendas e a dupla Spix e Martius; Estes revelam o fascínio dos europeus pela natureza e os habitantes. Além disso, a mostra possui quarenta vídeos que são capazes de dar movimento a alguns dos desenhos expostos, onde uma série deles faz, no corredor, com que o espectador esteja caminhando junto à  flora brasileira, entre os bichos. Junto a isso, há as moedas raras e prateleiras com objetos que podem ser manuseados pelo público que passa.
A Coleção Brasiliana é uma iniciativa de Olavo Setubal, onde acreditava que para o banco, seria importante possuir obras que contassem a história do Brasil. Em 1970, passou a colecionar o que encontrava e procurou encontrar mais obras e entender sua relevância. Pinturas e documentos surgiram de colecionadores nacionais e internacionais, de famílias europeias que mal sabiam da importância das obras que guardavam. Quarenta anos depois, decidiu transformar essas obras uma exposição, que já passou por Belo Horizonte, Rio de Janeiro, Fortaleza, Brasília e Paraná, e que agora, está em São Paulo.
A exposição está disponível para visitação e é permanente, aberta para o público de terça a sexta das 9h as 20h.

## Exposições temporárias
- Convite à Viagem (2012)[17]
- Emoção Art.ficial 6.0 (2012)[18]
- Ocupação Sergio Britto (2013)[19]
- Waldemar Cordeiro: Fantasia Exata (2013)[20]
- Ocupação Mário de Andrade (2013)[21]
- Rumos Cinema e Vídeo - Linguagens Expandidas (2013)[22]
- Ocupação Nelson Pereira dos Santos (2013)[23]
- Fotonovela: Sociedade/Classes/Fotografia (2013)[24]
- Cidade Gráfica (2014)[25]
- A Arte da Lembrança - A Saudade na Fotografia Brasileira (2015)[26]
- Ocupação Dona Ivone Lara (2015)[27]
- Ocupação Elomar (2015)[28]
- Do Objeto para o Mundo - Coleção Inhotim (2015)[29]
- Ocupação João das Neves (2015)[30]
- Sérgio Camargo: Luz e Matéria (2015)[31]
- Ocupação Grupo Corpo (2015)[32]
- Ocupação Person (2016)[33]
- Arquivo Ex Machina: Arquivo e Identidade na América Latina (2016)[34]
- Calder e a Arte Brasileira (2016)[35]
- Mostra Diálogos Ausentes (2016)[36]